# Cantone di Ghisonaccia

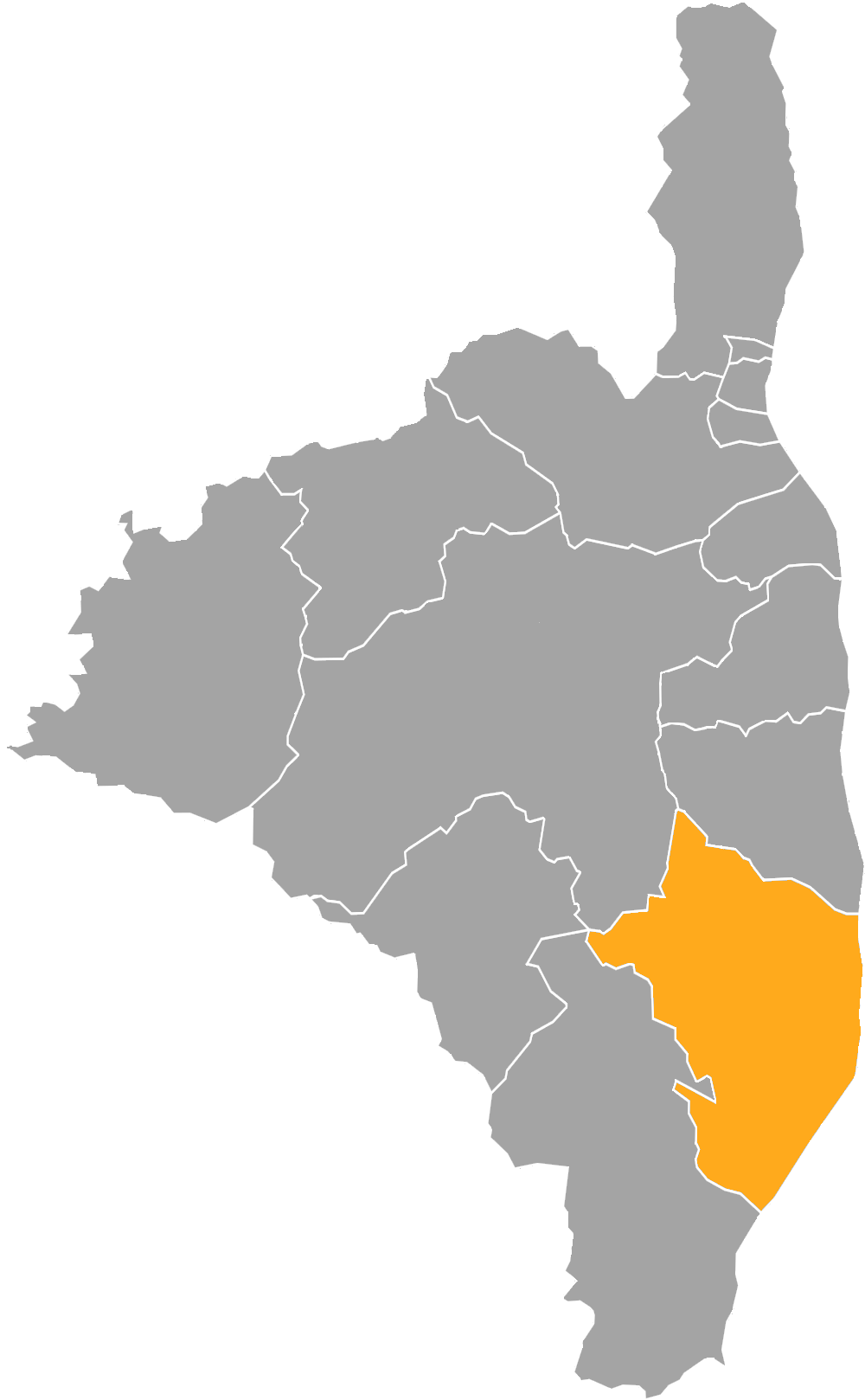

Il Cantone di Ghisonaccia è una divisione amministrativa dell'Arrondissement di Corte.
È stato creato a seguito della riforma approvata con decreto del 26 febbraio 2014, che ha avuto attuazione dopo le elezioni dipartimentali del 2015, e comprende 20 comuni:
- Aghione
- Aleria
- Altiani
- Ampriani
- Antisanti
- Campi
- Casevecchie
- Ghisonaccia
- Giuncaggio
- Linguizzetta
- Matra
- Moita
- Pancheraccia
- Pianello
- Piedicorte di Gaggio
- Pietraserena
- Tallone
- Tox
- Zalana
- Zuani